# 布坎南縣 (維吉尼亞州)
布坎南縣（英語：Buchanan County）是美國維吉尼亞州西南部的一個縣，北鄰肯塔基州。面積1,305平方公里。根據美國2000年人口普查，共有人口26,978。縣治格兰迪。
成立於1858年，縣名紀念第十五任總統詹姆斯·布坎南。